# 丰饶之海
《豐饒之海》（日语：／ Hōjō no umi */?），是日本作家三島由紀夫最后的长篇小说，1965年在雑誌「新潮」開始連載。豐饒之海是三島由紀夫切腹自殺前的壓軸之作，將三島式美學發揮到極致。豐饒之海的名稱來自月海之一的豐饒海，存在於月球上的巨大坑洞，雖名為“豐饒”，其實是匱乏。豐饒之海前後分四部曲——《春雪》、《奔馬》、《曉寺》、《天人五衰》。豐饒之海是一部以「濱松中納言物語」為藍本之「大河小說」（roman fleuve），納入佛教唯識思想、神道一靈四魂說、能樂「仕手」「脇役」等種種東洋傳統概念所寫成。為此，三島由紀夫曾自述：「我正計畫在明年寫一部長篇小說，可是，沒有形成時代核心的哲學，如何寫成一部長篇呢？我為此遍索枯腸，儘管現成的題材多得不勝枚舉。」

## 春雪
《春雪》的创作始于1965年6月，结束于1966年11月。在小说创作之前，三岛在1965年2月26日来到位于奈良的圆照寺取景，成为小说中描写的寺庙原型，并再三登场。而小说中松枝侯爵的府邸以及周边环境，三岛则以保留在明治村博物馆里的西乡从道的宅邸为参照进行描写。松枝家的別邸“终南别业”则是以旧加贺藩前田氏前田利為宏达的別邸作为模型的。
《春雪》是一部愛情小說，男主角松枝清顯在與女主角搭乘人力車賞雪時，初吻大自己二歲的綾倉聰子，這一幕讓人難以忘懷。松枝清显一开始和聪子保持距离，但得知聪子即将嫁入皇室后反倒开始与聪子秘密幽会，并使聪子怀了孕。这件事被两家发觉后为避免得罪皇室，绫仓家称聪子身体有恙不适合嫁娶，因此取消了婚约。聰子最後堕胎后出家為尼。清顯最後想要與墮胎的聰子見面，遭到拒絕，於是在淡淡春雪飛舞時年僅二十歲的清顯留下「在瀑布下再會」因肺炎而死去。

## 奔馬
當上大阪控訴院法官的本多繁邦，於1932年在三輪山的三光瀑布遇到了由《春雪》中的清顯轉生的飯沼勳，這時的他已是一名激進的右翼青年，勳謀刺殺財經界領袖，本多曾寫了一封長信給勳，告訴他夢境不可視為現實，這次的懇談並沒有改變勳的決定。飯沼勳於事前遭發覺被捕，釋放後獨自去刺殺財界的黑幕藏原武介，最後自己也切腹自殺。

## 曉寺
多年以後，本多在泰國遇到了飯沼勳的轉世，也就是泰國的月光公主金讓。長大成人之後到日本求學的金讓，本多挽留月光公主在自己別墅小住，他從牆上的窺孔裡偷看月光公主的裸體，發現了她的左側腹上有三顆黑痣。而金讓本人是一個同性戀者，和本多的女性好友慶子有肉體的關係，本多從窺孔裡看到兩人在翻雲覆雨。公主金讓回國後於二十歲那年被毒蛇咬死。

## 天人五衰
天人五衰中的本多繁邦已經七十八歲，他收養疑似輪迴後的少年安永透為養子，卻受到透的虐待。透被慶子質疑是贗品而不是松枝清顯、飯沼勳與月光公主的轉世，透憤而自殺，但只是眼盲而未死，身上出現天人五衰的現象。本多因為窺視的醜聞遭雜誌報導，來到六十一年未去的月修寺，與聰子再會。這時聰子卻對本多否定一切，說自己不認識清顯，並質疑清顯的存在。小說的結局是：「這是個毫不出奇、閒靜明朗的庭園。像數念珠般的蟬鳴佔領了整個庭院。除此之外沒有其他聲音，寂寞到了極點。這庭院什麼都沒有。本多覺得，自己來到了既無記憶也沒有任何東西存在的地方。」

## 電影
- 《春之雪》：於2005年公映，導演是行定勳，由妻夫木聰、竹内結子主演。

## 外部連結
- 《豐饒之海》／（3）楊照導讀（上）（页面存档备份，存于）
- 《豐饒之海》／（4）楊照導讀（下）（页面存档备份，存于）
- 《豐饒之海》／（1）劉黎兒導讀（上）（页面存档备份，存于）
- 《豐饒之海》／（2）劉黎兒導讀（下）（页面存档备份，存于）